# Rapid JC in het seizoen 1955/56
Het seizoen 1955/1956 was het tweede jaar in het bestaan van de Kerkraadse betaaldvoetbalclub Rapid JC. De club kwam uit in de Hoofdklasse B en eindigde daarin op de tweede plaats, samen met de nummer één uit de Hoofdklasse B en de nummer één en twee uit de Hoofdklasse A werd gestreden om het landskampioenschap voetbal. Na een competitie van zes wedstrijden was het gelijk geëindigd met NAC. In een onderling duel werd gestreden om het landskampioenschap. De wedstrijd werd met 3–0 gewonnen. De club voor het eerst in haar bestaan landskampioen voetbal van Nederland. Voor het volgende seizoen promoveerde de club naar de Eredivisie.

## Wedstrijdstatistieken

### Hoofdklasse B
|       | Alkmaar '54 | BVV   | D.F.C. | EDO   | Elinkwijk | Emma  | Feijenoord | De Graafschap | GVAV  | MVV   | PSV   | SHS   | Sittardia | Sportclub Enschede | SVV   | De Volewijckers | Willem II |
| ----- | ----------- | ----- | ------ | ----- | --------- | ----- | ---------- | ------------- | ----- | ----- | ----- | ----- | --------- | ------------------ | ----- | --------------- | --------- |
| Thuis | 6 – 0       | 2 – 1 | 1 – 3  | 4 – 1 | 2 – 1     | 2 – 1 | 4 – 1      | 6 – 1         | 4 – 1 | 2 – 2 | 5 – 3 | 0 – 0 | 4 – 2     | 3 – 3              | 2 – 2 | 3 – 0           | 5 – 2     |
| Uit   | 2 – 2       | 1 – 2 | 0 – 2  | 1 – 1 | 2 – 0     | 0 – 1 | 2 – 0      | 1 – 1         | 0 – 3 | 0 – 3 | 4 – 1 | 2 – 1 | 3 – 2     | 1 – 6              | 1 – 1 | 2 – 6           | 0 – 3     |

### Kampioenscompetitie
| Wedstrijd 1                                                                                      | Rapid JC                                                        | 3 – 1 (2 – 1) | Sparta                 |
| 20 juni 1956 Plaats: Kerkrade Kaalheide Toeschouwers: 22.000 Scheidsrechter: Bertus Ausum        | Wiel Coerver 25', 66' (pen.) Noud van Melis 38'                 |               | 17' Joop Daniëls       |
| Wedstrijd 2                                                                                      | NAC                                                             | 0 – 1 (0 – 1) | Rapid JC               |
| 23 juni 1956 Plaats: Breda Beatrixstraat Toeschouwers: 14.000 Scheidsrechter: Koos van Gelder    |                                                                 |               | 17' Huub Janssen       |
| Wedstrijd 3                                                                                      | Rapid JC                                                        | 3 – 1 (1 – 1) | Elinkwijk              |
| 27 juni 1956 Plaats: Kerkrade Kaalheide Toeschouwers: 22.000 Scheidsrechter: Andries van Leeuwen | Huub Janssen 7' Hub Bisschops 72' Johan Adang 82'               |               | 8' Evert-Jan Vonk      |
| Wedstrijd 4                                                                                      | Elinkwijk                                                       | 2 – 0 (2 – 0) | Rapid JC               |
| 30 juni 1956 Plaats: Utrecht Amsterdamsestraatweg Toeschouwers: 12.000 Scheidsrechter: Leo Horn  | Jan Klein 16' Evert-Jan Vonk 40'                                |               |                        |
| Wedstrijd 5                                                                                      | Sparta                                                          | 2 – 1 (1 – 0) | Rapid JC               |
| 4 juli 1956 Plaats: Rotterdam Het Kasteel Toeschouwers: 6.000                                    | Wim van der Gijp 18', 75'                                       |               | 60' Hub Bisschops      |
| Wedstrijd 6                                                                                      | Rapid JC                                                        | 5 – 1 (2 – 0) | NAC                    |
| 8 juli 1956 Plaats: Kerkrade Kaalheide Toeschouwers: 24.000 Scheidsrechter: Jan Bronkhorst       | Noud van Melis 15' Huub Janssen 30', 51', 69' Hein Strouken 87' |               | 65' (e.d.) Wiel Smeets |

### Beslissingswedstrijd om het landskampioenschap
| Beslissingswedstrijd                                                                                | Rapid JC                                  | 3 – 0 (0 – 0) | NAC |
| 14 juli 1956 Plaats: 's-Hertogenbosch De Vliert Toeschouwers: 26.000 Scheidsrechter: Jan Bronkhorst | Noud van Melis 62' Hub Bisschops 70', 85' |               |     |

## Statistieken Rapid JC 1955/1956

### Eindstand Rapid JC in de Nederlandse Hoofdklasse B 1955 / 1956
| Stand | Gespeeld | Gewonnen | Gelijk | Verloren | Punten | Doelpunten voor | Doelpunten tegen |
| ----- | -------- | -------- | ------ | -------- | ------ | --------------- | ---------------- |
| 2e    | 34       | 20       | 8      | 6        | 48     | 90              | 46               |

### Eindstand Rapid JC in de kampioenscompetitie
| Stand | Gespeeld | Gewonnen | Gelijk | Verloren | Punten | Doelpunten voor | Doelpunten tegen |
| ----- | -------- | -------- | ------ | -------- | ------ | --------------- | ---------------- |
| 1e    | 6        | 4        | 0      | 2        | 8      | 13              | 7                |

### Topscorers
| #              | Naam                     | Goal |
| -------------- | ------------------------ | ---- |
| 1.             | Noud van Melis           | 25   |
| 2.             | Johan Adang              | 12   |
| 2.             | Hub Bisschops            | 12   |
| 2.             | Hubert Hanneman          | 12   |
| 5.             | Huub Janssen             | 11   |
| 5.             | Hein Strouken            | 11   |
| 7.             | Wiel Coerver             | 2    |
| 7.             | Hub Lenz                 | 2    |
| 9.             | Sjef Mommertz            | 1    |
| 9.             | Hein Schaffrath          | 1    |
| Eigen doelpunt |                          |      |
| 1.             | Hubert Knops (Sittardia) | 1    |
| Totaal         | Totaal                   | 90   |

| #      | Naam           | Goal |
| ------ | -------------- | ---- |
| 1.     | Huub Janssen   | 5    |
| 2.     | Hub Bisschops  | 1    |
| 2.     | Wiel Coerver   | 1    |
| 2.     | Noud van Melis | 1    |
| 5.     | Johan Adang    | 1    |
| 5.     | Hein Strouken  | 1    |
| Totaal | Totaal         | 13   |

| #      | Naam           | Goal |
| ------ | -------------- | ---- |
| 1.     | Hub Bisschops  | 2    |
| 2.     | Noud van Melis | 1    |
| Totaal | Totaal         | 3    |